# 니콜라스 윈저 경
니콜라스 찰스 에드워드 조나단 윈저 경(Lord Nicholas Charles Edward Jonathan Windsor, 1970년 7월 25일 ~ )는 켄트 공작 에드워드의 막내로 영국 왕실의 친척이다. 가톨릭 개종자로서, 그는 왕위 계승권을 상실했다. 니콜라스 경은 강력한 낙태 반대 의견을 표명했다.